# Greensboro (Alabama)
Greensboro város az USA Alabama államában, Hale megyében, melynek megyeszékhelye is. Lakosainak száma 2218 fő (2020. április 1.).

## Népesség
A település népességének változása:
| Lakosok száma | 2500 | 2731 | 2497 | 2218 |
|               | 1850 | 2000 | 2010 | 2020 |